# Миколайська брама в Кракові
Миколайська брама - в'їзні ворота старого Кракова, зведені ймовірно в 1312 році, зруйновані в 1812 році. Були частиною Околу та міських укріплень . Будинок-близнюк Флоріанської Брами.
Миколайська брама  збудовано, як заміну Різницькій брамі на Ґрудку, яка вже не виконувала своєї ролі. Знаходилася в кінці Миколайської вулиці, поруч із укріпленим монастирем сестер домініканок на Ґрудку. Одна з восьми брам середньовічного Кракова, поряд із: Флоріанською, Славковською, Ґродською, Вісляною, Шевською, Новою та Побічною брамами. Її обороною займався цех м'ясників. Була розібрана в 1812 році.
В Хроніках краківської капітули зокрема йдеться, що після придушення повстання мера Альберта королем Владиславом Локетком, на місці зруйнованого внаслідок повстання будинку мера мала бути зведена брама з вежею. У свою чергу Ян Длугош у своїй хроніці додає, що у вежі над брамою розміщувався військовий гарнізон, завданням якого було стежити за порядком в місті.

## Дивись також
- Міські мури Кракова

1. 1 2  Wyrozumski, 1992.

## Зовнішні посилання
- KRAKÓW – MIEJSKIE MURY OBRONNE STAREGO MIASTA